# Derșida, Sălaj
Derșida (în maghiară: Kisderzsida) este un sat în comuna Bobota din județul Sălaj, Transilvania, România.

## Așezare
Localitatea Derșida este situată în partea nord-vestică a județului Sălaj și este străbătută de râul Crasna. Are acces la calea ferată și la drumul european E81.
Este o localitate in progres, in toate categoriile socio-economice.

## Istoric
Prima atestare documentară, ca Derzsida, datează din 1349. În 1776, la vizitația lui Grigore Maior, e înregistrată Biserica de lemn din Derșida. La 1900, erau 690 greco-catolici, 28 evrei și 4 luterani. În vara 1980, la „Dealul Temeteului", au fost descoperite obiecte arheologice. 
La recensământul populației din 2002 (România), erau 1.918 locuitori. Profesor la Școala Derșida între septembrie 2006 și august 2007, Teofil Mirghesiu (n. 1938) descrie satul într-o carte a sa. La Derșida, Teofil Mirgheșiu își incheie cariera de jumătate de secol ca profesor în Sălaj (1956-2007). Volumul „File din istoria satului Derșida”, de Marin Pop (n. 1973), a aparut in 2019. La recensământul Populației și Locuințelor 2021 (România), erau 1,760 de locuitori, din care 898 barbati si 862 femei.

## Galerie de imagini

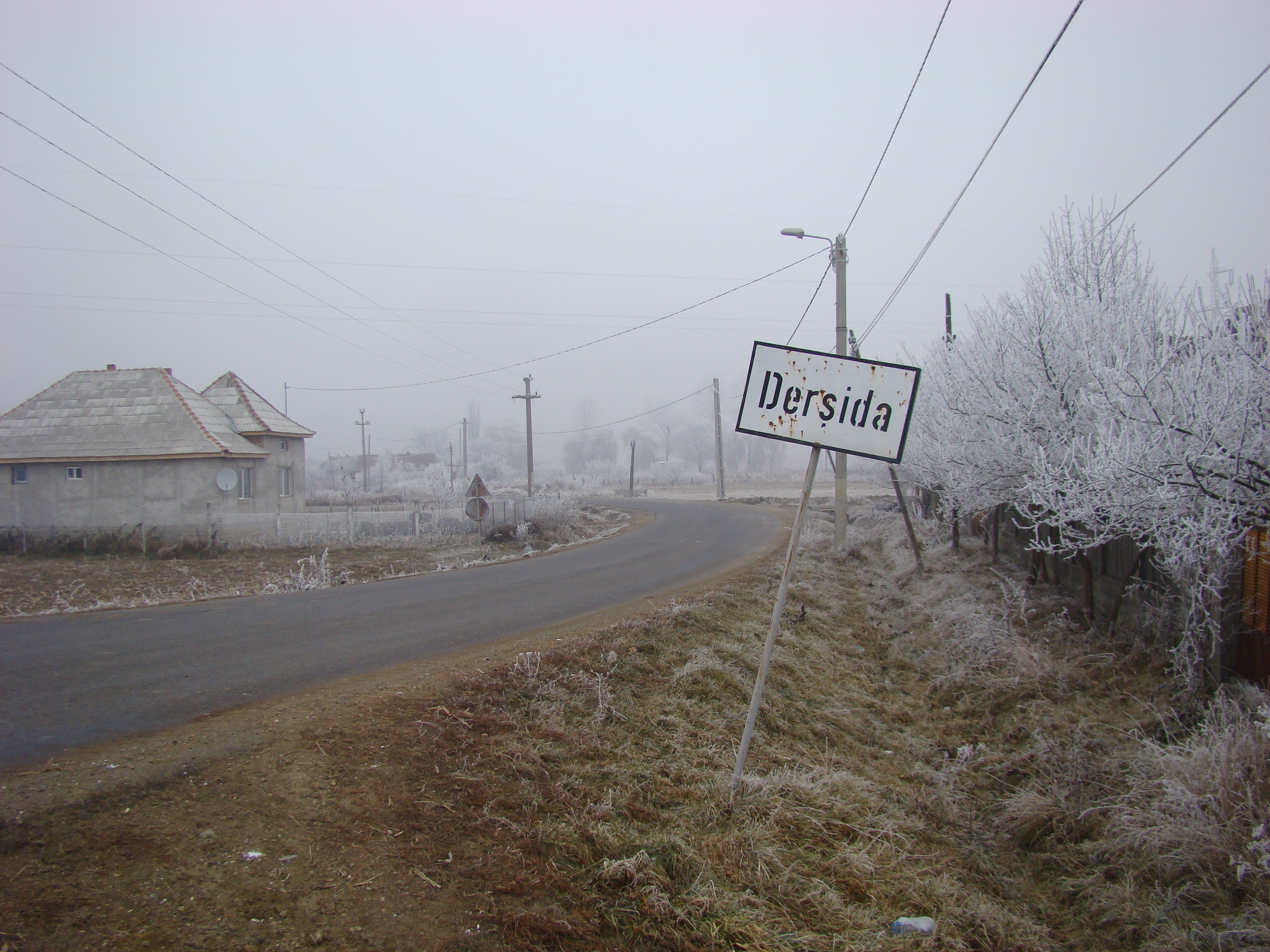
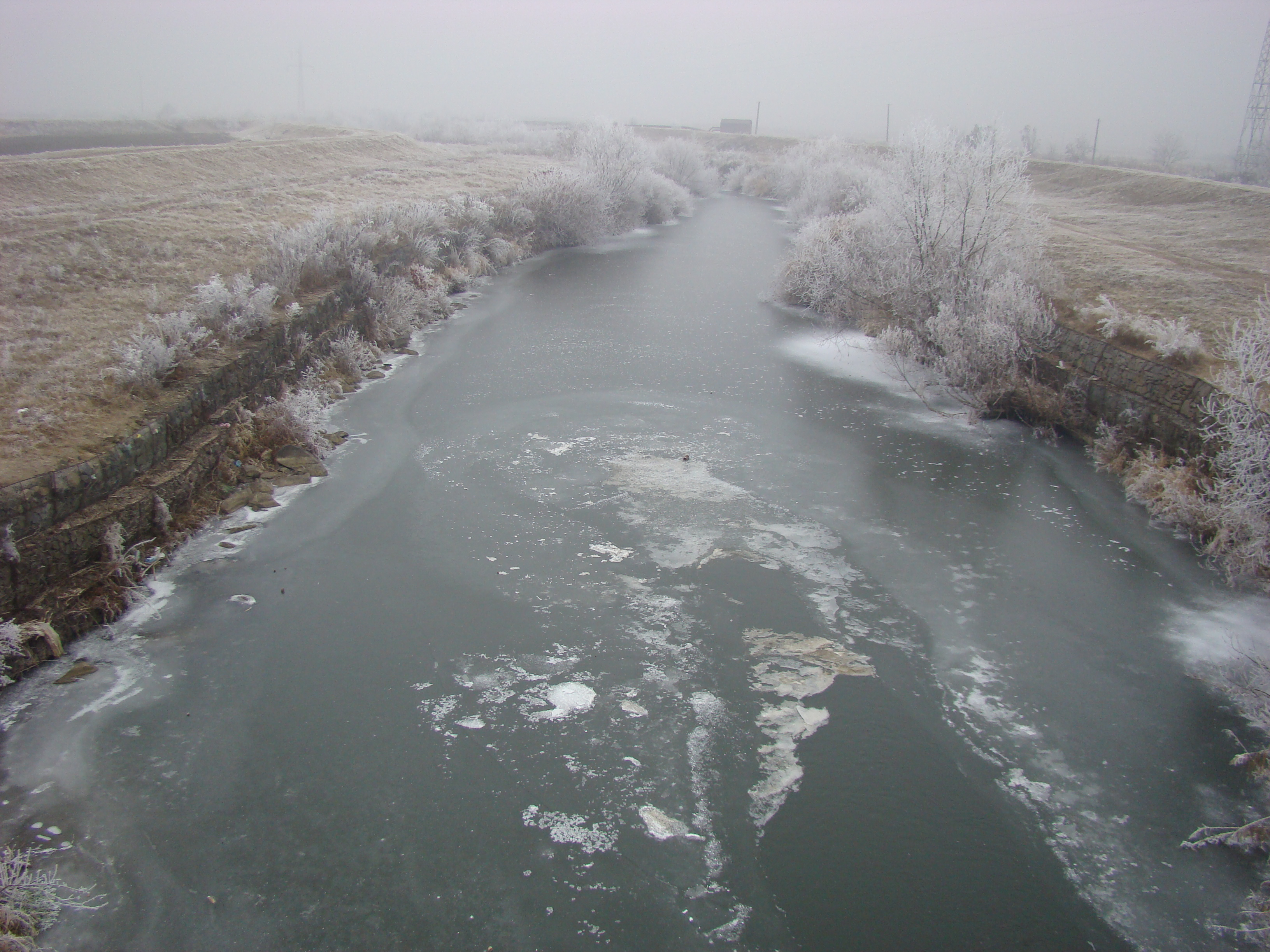
Valea Crasnei
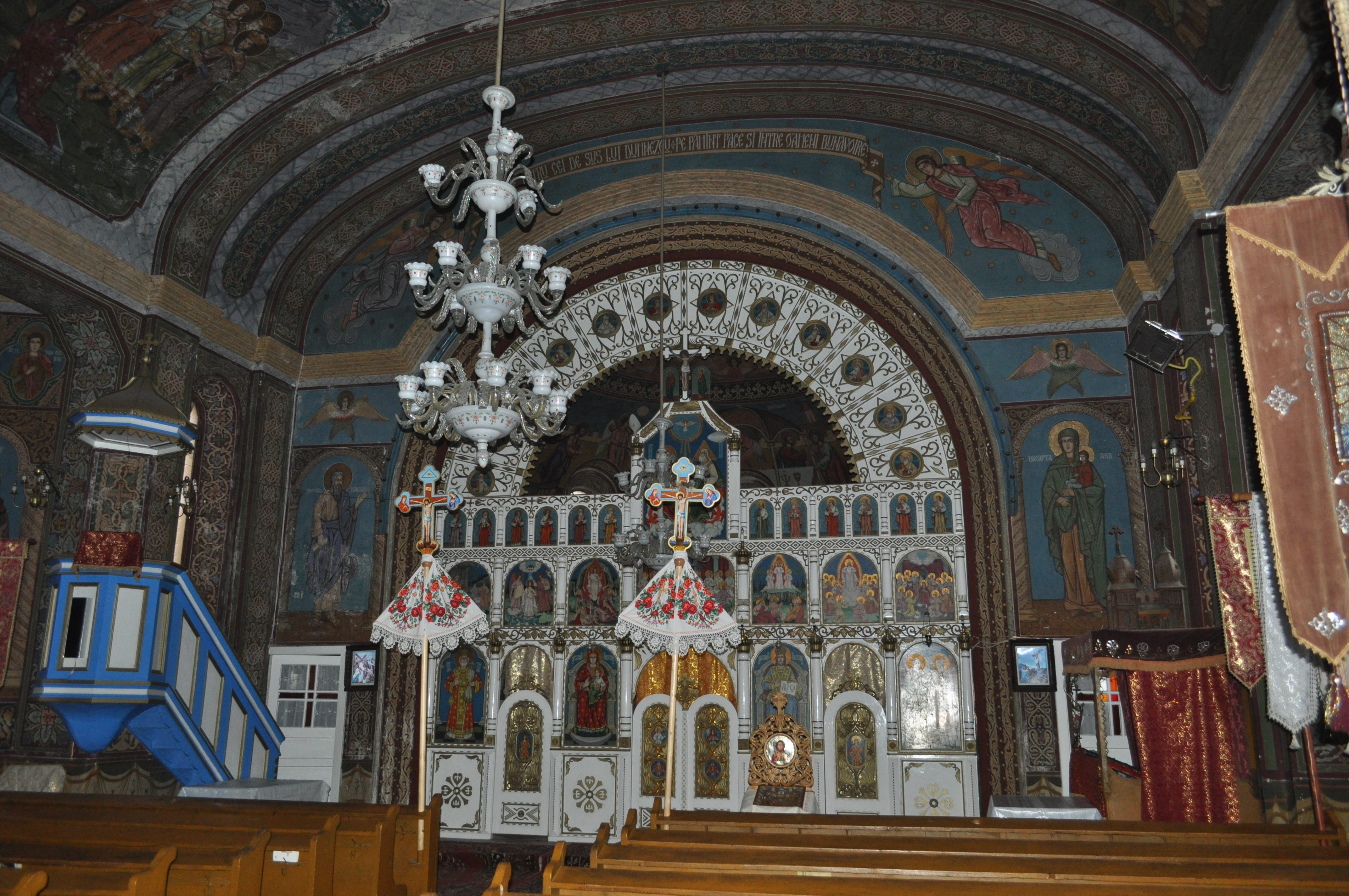
Biserica de zid „Sfinții Arhangheli Mihail și Gavriil” (1956)
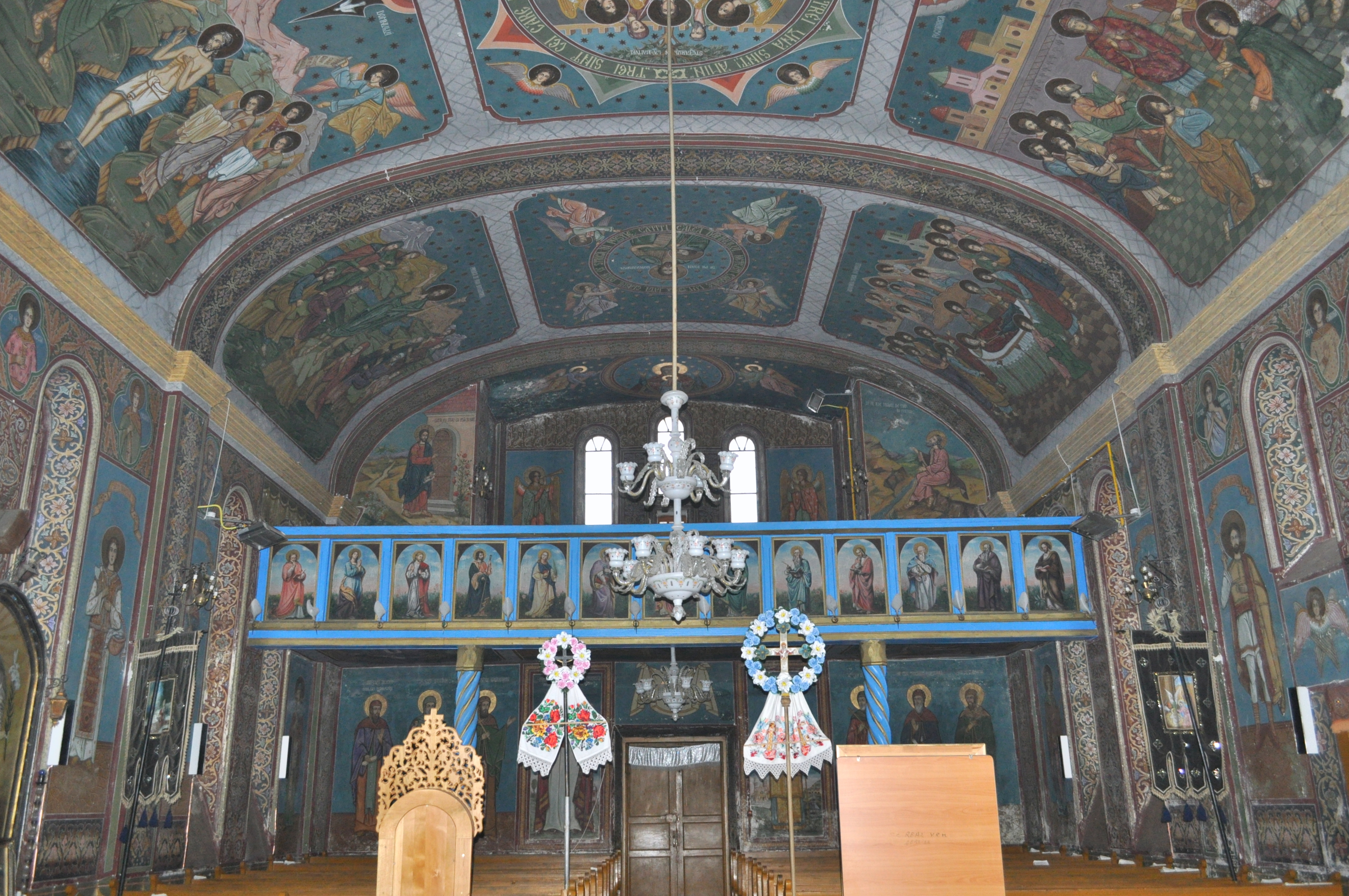
Biserica de zid „Sfinții Arhangheli Mihail și Gavriil” (1956)
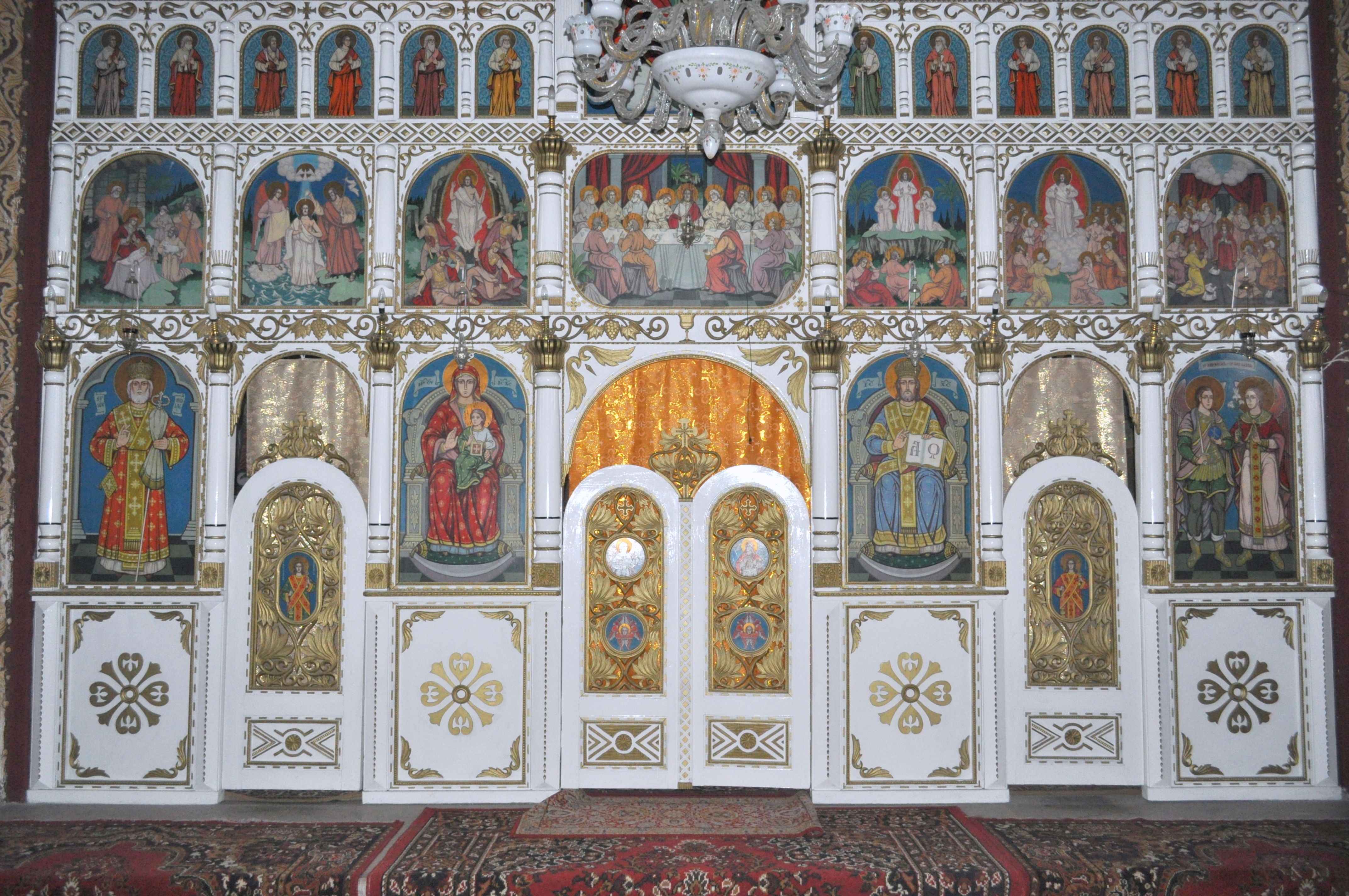
Biserica de zid „Sfinții Arhangheli Mihail și Gavriil” (1956)